# ماكس ويلكس
ماكس ويلكس هو سياسي أمريكي، ولد في 9 فبراير 1936 في ميلتون في الولايات المتحدة. انتخب عضو مجلس نواب فلوريدا ‏.